# 銀輪の風〜世界の、シクロ・リポート〜
『銀輪の風〜世界の、シクロ・リポート〜』は、2006年10月6日から2012年11月26日までBS-TBS（旧BS-i）毎週月曜 23:30 - 翌0:00（2008年3月度までは毎週金曜の同時刻）に放送された30分番組。制作は自転車映像の専門家集団シクロ・イマージュ。スポンサーは日本自転車振興会（KEIRIN）、日本自転車普及協会の2団体。なお、番組のスーパーバイザーとして中野浩一がクレジットされている。

## 番組の概要
第一回放送は2006年10月6日（金）で、オランダの自転車トラック世界チャンピオン、テオ・ボスが特集された。自転車トラック競技という決してメジャーとはいえないネタ中心の番組だが、自転車の番組自体に飢えている日本の自転車愛好家たちの間では静かな支持が拡がりつつある。番組公式ブログでは、オープニング動画やスタッフコラムなども見ることができる。

## 番組の構成
本編（20分前後）の中に2-3分のインターミッション「自転車のある風景」が入るが、最近はネタ切れ気味である。最後の数分間は「シクロ・リポート」のコーナーで、話題の自転車ショップや自転車アニメーターの高坂希太郎、また時に「道路交通法改正問題」などの社会派ネタも扱う。エンディングは「HISTORY」（協力：自転車文化センター、2007年3月まで）。